# خافير كوجات
كزافييه كوجات (1 يناير 1900 - 27 أكتوبر 1990)، كان موسيقيًا إسبانيًا وقائد فرقة موسيقية أمضى سنوات تكوينه في هافانا ، كوبا. كان عازف كمان ومعلم العزف، وكان شخصية بارزة في انتشار الموسيقى اللاتينية. في مدينة نيويورك كان قائد الأوركسترا قبل وبعد الحرب العالمية الثانية. كان أيضًا رسامًا كاريكاتيرًا وصاحب مطعم.
تزوج كوجات خمس مرات. كان زواجه الأول من ريتا مونتانير، وزواجه الثاني من كارمن كاستيلو، وزواجه الثالث من لورين ألين، وزواجه الرابع من المغنية والممثلة الأمريكية آبي لان، وزواجه الخامس مع الممثلة الكوميدية الإسبانية شارو.
أمضى سنواته الأخيرة في مدينة برشلونة، كاتالونيا، حيث عاش في جناح بفندق ريتز. توفي بسبب قصور القلب عن عمر يناهز 90 عامًا، ودفن في موطنه جيرونا. تم إدخاله بعد وفاته في قاعة مشاهير الموسيقى اللاتينية الدولية في عام 2001. 

## روابط خارجية
- الأوراق الشخصية لكزافييه كوجات ، مكتبة كاتالونيا ؛ تم الوصول إليه في 8 نوفمبر 2015
- حول Xavier Cugat